# 防長三白
防長三白（ぼうちょうさんぱく）とは、江戸時代に長州藩（萩藩）が主な産物として、生産を奨励した米・紙・塩のこと。いずれも白いことからこのように呼ばれた。また、これらの生産を奨励した殖産政策は三白政策と呼ばれる。さらに、後代には蝋も加えて防長四白（ぼうちょうしはく）・四白政策とされる。

## 経緯
1600年（慶長5年）の関ヶ原の戦いで敗れた毛利氏は、中国地方（安芸国・周防国・長門国・備中半国・備後国・伯耆半国・出雲国・石見国・隠岐国）約120万5000石から周防・長門2ヶ国約36万9000石に減封され、藩財政は非常に苦しい状況となった。そのため、内政の強化に注力する長州藩は、厳しい検地による石高の向上（増石）を図ると共に、藩外に出荷して収入源にできる特産物として米に加えて塩と紙（和紙）に着目した。

### 米・塩

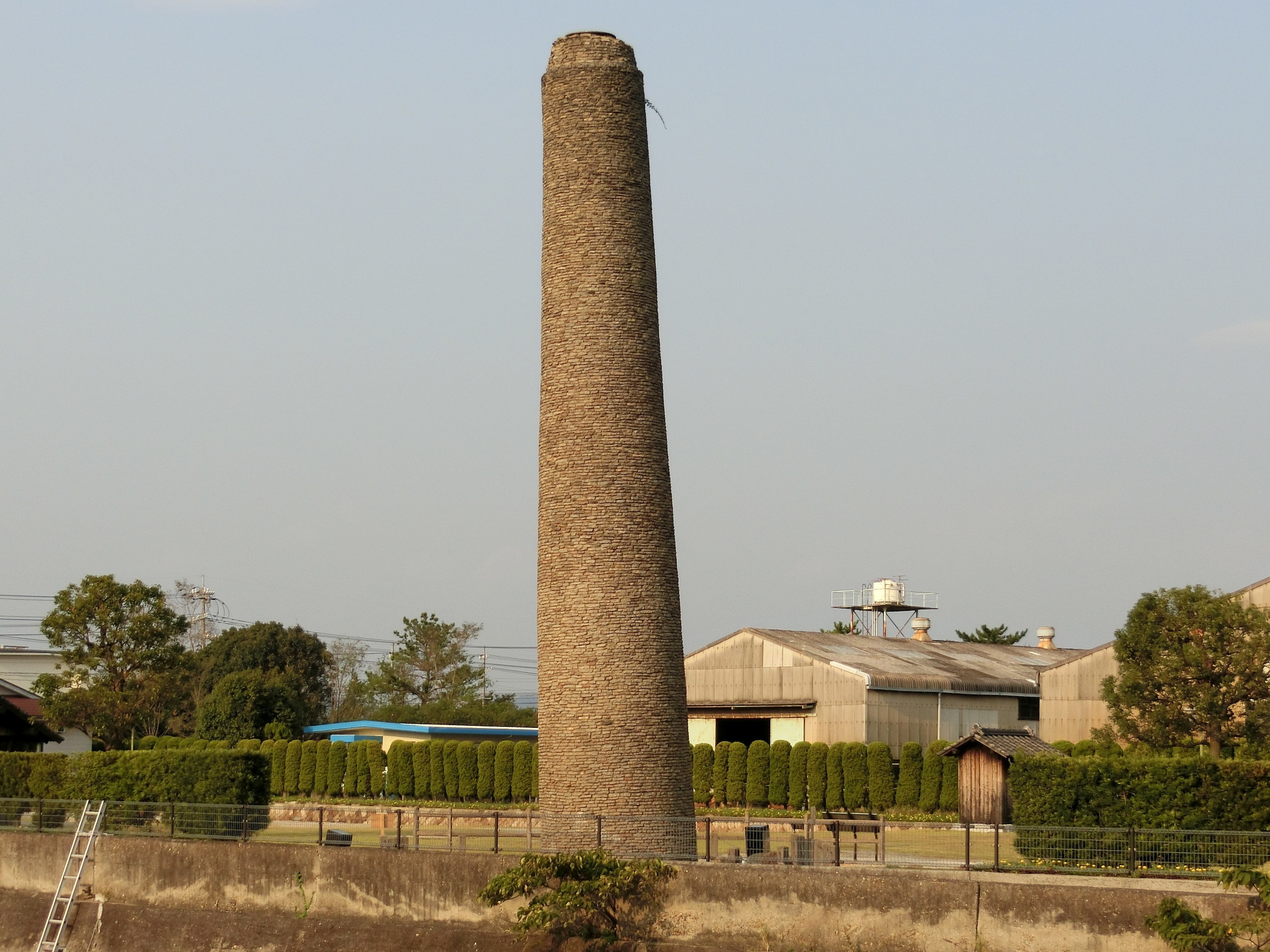
三田尻塩田記念産業公園の釜屋煙突（防府市）

瀬戸内側を中心に沿岸を大規模に干拓して新田・塩田の開発が行われた。長州（山口）では干拓によって耕地を造成する事を開作と呼び、藩が行うものを「公儀開作」、家臣が行うものを「拝領開作」、農民が行うものを「自力開作」、寺社が行うものを「寺社鋪（じしゃしき）開作」としていた。
中興の祖とも呼ばれる第7代藩主・毛利重就は、新田・塩田の開発に加えて交易港の整備を進めた。現在の山口県防府市である三田尻では、防長2ヶ国の製塩の半分を占める規模（塩業者201軒、塩の生産36万石）に達する程になり、播磨国赤穂に次ぐ国内第2位の大製塩地となった。この頃には廻船業が発達して西廻り航路（北前船）により、長州藩の塩は山陰・北陸・東北（さらに1800年（寛政12年）頃には北海道の函館や小樽にまで出荷されていた）にまで運ばれていた。江戸時代後期の時点で塩の自給自足ができていたのは全国68ヵ国のうち8ヵ国と言われ、塩の専売は長州藩の貴重な財源であった。

### 紙（和紙）
紙（和紙）の原料となるコウゾ・ミツマタは痩せた土地でも栽培ができるため、水田が少ない中山間部（現在の山口市徳地、周南市の鹿野や須万、岩国市の一部である山代地方など）が主な産地となった。徳地和紙や山代和紙は品質が良いことで広く知られていた。また、須万では400戸の家が紙を漉いており、同地を治める徳山藩（長州藩の支藩）で産出される和紙の3分の2が周防須万の須金地区で作られた須金和紙である頃もあったとされる。長州藩は全国の総生産高の30％を占め、全国一の製紙国として藩財政に大きく寄与したとされる。

### 蝋（櫨蝋）

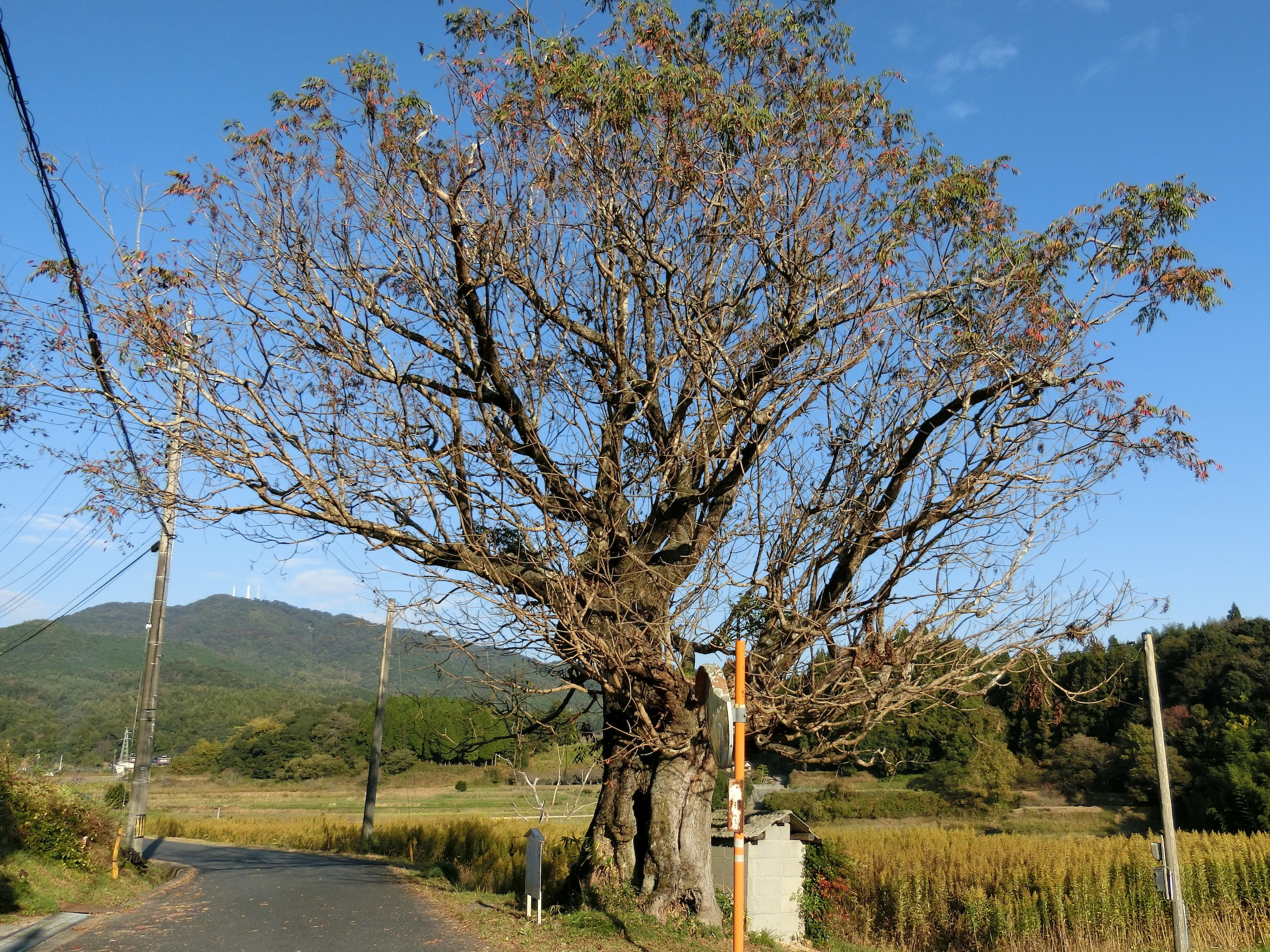
宿井のハゼノキ（田布施町）

1681年（天和元年）頃より長州藩ではハゼノキの植え付けを奨励し始め、紙・米・塩に櫨蝋を加えた防長四白の生産が積極的に行われた（四白政策）。現在の山口県田布施町近辺のハゼノキから抽出された櫨蝋は、良質であるために大阪の市場で良い評判を得ていた。田布施町宿井には、現存する当時のハゼノキが「宿井のハゼノキ」として山口県の指定文化財となっている。また、1838年（天保9年）に藩政の実権を掌握して天保の改革に取り組んだ長州藩家老の村田清風は、藩政改革のひとつとして櫨蝋の増産と自由取引の強化を図っている。。
このような三白（四白）政策を含む努力の結果 、幕末の長州藩は約100万石の内高になっていたとされる。